# 一斤染め
一斤染（いっこんぞめ、いっきんぞめ）とは、日本の古色名。紅花で染めたやや淡い紅色を指す。英語のペールピンク（薄桃色）に近い色味。

## 概要
一斤染は、染料の紅花大一斤（600g）で、絹一疋（絹布2反）を染めた色名称である。
紅の濃染が高価であった平安時代は、一斤染の色が上限である紅の聴色（ゆるしいろ、許色）とされ、これより濃い染は禁色（きんじき）とされた。一斤染よりさらに淡い紅色は退紅（たいこう）と呼ばれ、紅花小八両（400g）で染めた色名称である。
テキスタイルが多様化した近年においても、一斤染の色名称は草木染めなどの染めに受け継がれ、着物、和小物等の和装商品で使用されている。

## 近似色
- 桜色
- 退紅
- ピンク